# Две куће у улици Карађорђевој 15
Две куће у улици Карађорђевој 15 налазе се у склопу централног градског језгра у Књажевцу. Објекат је саграђен 1906. године као двојна породична кућа породице Сибиновић. Данас се у њој налази Завичајни музеј Књажевац. Уписана је у листу заштићених споменика културе Републике Србије (ИД бр. СК 774). 

## Карактеристике
Објекат се састоји из два дела истоветног склопа у односу како на спољни изглед, тако и на унутрашњи распоред, а на растојању сваког од њих на око 4,5 метара тако да и изглед овог растојања као везни елемент формиран је озидан лук са улазном капијом, који се завршава венцем са атиком, те се тако оба дела зграде спајају у јединствену архитектонску целину. По дубини дворишта тридесетих година дограђен је тракт уз западни део зграде. Фасадна пластика нарочито на делу главне уличне фасаде одликује се богатством са рељефним декорацијама флоралног карактера, уз истицање још и рудничких симбола. Архитектонско решење у целини представља једно пространо остварење са присутним елеменитам изузетних размера и облика. 